# Кокс, Дженнифер Элиз
Дже́ннифер Эли́з Кокс (англ. Jennifer Elise Cox; 29 ноября 1969, Нью-Йорк, Нью-Йорк, США) — американская актриса

, сценаристка и кинопродюсер.

## Биография и карьера
Дженнифер Элиз Кокс родилась 29 ноября 1969 года в Нью-Йорке (штат Нью-Йорк, США). После окончания средней школы Кокс переехала в Лос-Анджелес со своей матерью Кейт. Она училась в Калифорнийском институте искусств и получила степень бакалавра изобразительных искусств в актёрской мастерской. До того, как начать актёрскую карьеру, Дженнифер торговала мороженым в Ben & Jerry's. В начале карьеры также зарабатывала, играя в карты.
В 1995 году Кокс одержала победу, получив роль, которая принесла ей популярность, роль младшего ребёнка Джен Брейди, в комелии «Фильм о семейке Брейди», которую она сыграла на Бродвее в The Real Live Brady Bunch. Всего она сыграла более чем 80-ти фильмах и телесериалах, включая роль Мэри в трёх эпизодах телесериала «Клиент всегда мёртв».
С 17 ноября 2006 года Кокс замужем за продюсером Ли Браунштейном.

## Избранная фильмография
| Год       |    | Русское название                    | Оригинальное название               | Роль                                          |
| --------- | -- | ----------------------------------- | ----------------------------------- | --------------------------------------------- |
| 1995      | ф  | Фильм о семейке Брейди              | The Brady Bunch Movie               | Джен Брейди                                   |
| 1995      | с  | Мерфи Браун                         | Murphy Brown                        | Шеннон                                        |
| 1996      | ф  | Иногда они возвращаются… снова      | Sometimes They Come Back... Again   | Джулс                                         |
| 1998      | ф  | Страх и ненависть в Лас-Вегасе      | Fear and Loathing in Las Vegas      | Покупательница                                |
| 1998      | ф  | Не могу дождаться                   | Can't Hardly Wait                   | Мэри, пьяная плачущая девушка                 |
| 1999      | ф  | Эд из телевизора                    | EDtv                                | Студентка колледжа                            |
| 2000      | с  | Уилл и Грейс                        | Will & Grace                        | Медсестра Питтмен                             |
| 2000      | с  | Секс в большом городе               | Sex and the City                    | Девушка                                       |
| 2005      | с  | Моя жена и дети                     | My Wife and Kids                    | Нэнси                                         |
| 2005      | ф  | Колдунья                            | Bewitched                           | Актриса на прослушивании                      |
| 2005      | с  | Клиент всегда мёртв                 | Six Feet Under                      | Мэри                                          |
| 2005      | с  | Возвращение                         | The Comeback                        | Мисс Голливуд                                 |
| 2006      | с  | Новые приключения старой Кристин    | The New Adventures of Old Christine | Натали                                        |
| 2006      | с  | C.S.I.: Место преступления Нью-Йорк | CSI: NY                             | Мелани Стефано                                |
| 2006      | мс | Цап-царап                           | Catscratch                          | Тюлениха                                      |
| 2006      | с  | Части тела                          | Nip/Tuck                            | Энни МакНамара - 2026                         |
| 2006      | ф  | Блондинка в шоколаде                | National Lampoon's Pledge This!     | Виджей на вечеринке                           |
| 2006—2008 | с  | Спасибо за покупку                  | 10 Items or Less                    | Эми Андерсон                                  |
| 2008      | с  | Мёртвые до востребования            | Pushing Daisies                     | Элиз Хофер                                    |
| 2009      | с  | 4исла                               | Numbers                             | Хоббист                                       |
| 2009      | с  | Иствик                              | Eastwick                            | Карен                                         |
| 2010      | ф  | План Б                              | The Back-up Plan                    | Торговый представитель магазина «Детский мир» |
| 2010      | с  | Светлана                            | Svetlana                            | Кристал Мет                                   |
| 2011      | с  | Два короля                          | Pair of Kings                       | Леди Пещеры                                   |
| 2011      | ф  | Мистическая пятёрка                 | Spooky Buddies                      | Миссис Кэрролл                                |
| 2013      | с  | Список клиентов                     | The Client List                     | Оливия                                        |
| 2013      | с  | Две девицы на мели                  | 2 Broke Girls                       | мисс Труди                                    |
| 2015      | с  | В Филадельфии всегда солнечно       | It's Always Sunny in Philadelphia   | Лиззи                                         |